# TLR3
TLR3 (انگلیسی: TLR3) یا «گیرنده‌های ناقوسی‌شکل شماره ۳» که با نام «CD283» هم شناخته می‌شوند، پروتئینی است که در انسان توسط ژن «TLR3» کُد می‌شود. این پروتئین یکی از اعضای خانوادهٔ تی‌ال‌آرهاست که خودشان از گیرنده‌های شناسایی الگو محسوب می‌شوند و نقش مهمی در دستگاه ایمنی ذاتی ایفا می‌کنند.
مطالعات انجام شده در موش‌ها نشان داده‌است که این پروتئین نقش محافظتی در برابر تصلب شرایین دارد.